# Tatakamotonga
Tatakamotonga é um distrito de Tonga, parte da cidade de Mu'a‎ e localizado na divisão de Tongatapu. Em 2006, sua população era de 6.969 habitantes.